# Влад IV Монах
Влад IV Монах (на румънски: Vlad Călugărul; ок. 1425 – 1495) е владетел на Влашко през 1481 и по-късно в периода 1482 – 1495. По-малък брат на Влад Цепеш.

## Живот
Влад Монах е незаконороден син на княз Влад II Дракул и влашка благородничка. Първоначално той е замонашен в Трансилвания.
През септември 1481 г. Влад поема властта във Влашко с подкрепата на молдовския войвода Стефан Велики, който сваля от трона предишния княз Басараб IV Цепелуш. Но само два месеца по-късно Басараб IV си връща престола и този път изгоненият е Влад Монах.
В този смутен период Басараб удържа властта само до април на следващата година, когато е убит от своите боляри и Влад Монах за втори път се възкачва на трона, този път с помощта на Османската империя. Верен васал на османците, Влад изцяло подчинява политиката на княжеството на интересите на султана, който става фактическият господар на Влашко.
Влад Монах умира през 1495 г. и е наследен от сина си Раду IV Велики.

## Семейство
Първата му съпруга е Рада Самаранда, дъщеря на болярин от град Поенари, която умира като монахиня под името Самонида. От нея има дъщеря Калпя, синове Влад (починал през 1488 г.), Раду IV Велики и Мирчо (убит през 1497 г.)
Втората му съпруга е Мария Палеологина, по-късно също се замонашва под името Евпраксия. Тя му ражда син Влад V Тинар.